# ساخت سوئیس
ساختِ سوئیس (به انگلیسی: Swiss made) یک برچسب است، تا نشان دهد یک محصول در کشور سوئیس ساخته شده‌است.

## مقدمه
عبارتِ (Made in country Name) به‌طور رسمی در اواخر قرن نوزدهم به تصویب رسید که برای هر کشور منحصر به فرد است و با افزودنِ نام هر کشور در داخل پرانتز مشخص می‌شود.
کشور سوئیس برای استفاده از این عبارت قوانینی دارد و محلِ مشخصی برای درج آن تعیین شده‌است؛
بیشترین کالاهایی که با برچسب ساختِ سوئیس دیده می‌شوند؛ ساعت‌های سوئیسی هستند. قوانینِ سوئیس تنها اجازهٔ استفاده از عبارت‌های Suisse و produit suisse و  fabrique en Suisse و qualite suisse یا عبارات ترجمه شده انگلیسی ؛  Swiss و  Swiss Made و  Swiss Movement به معنای ؛ سوئیسی، ساختِ سوئیس، موتور سوئیسی،... را می‌دهد، به‌طور مثال در ساعت‌های قدیمی تر، این برچسب در محلِ ساعتِ شش بر روی صفحه نمایش قرار می‌گرفت.
دو بخش مجّزا برای استفاده از این برچسب‌ها در قوانین سوئیس وجود دارد؛ اولین قانون شاملِ همهٔ محصولاتی که در کشور سوئیس تولید می‌شوند هست و قانون LPM نام دارد و به معنیِ حفاظت از علائم تجاری می‌باشد.
و از آنجایی که زبان فرانسه، آلمانی و ایتالیایی زبان‌های رسمیِ کشور سوئیس هستند، متن این دو قانون به سه زبان در دسترس قرار گرفته‌است؛ و تصویب اولیهٔ آن‌ها در 23 دسامبر 1971 انجام گرفت

## ساعت‌های سوئیسی

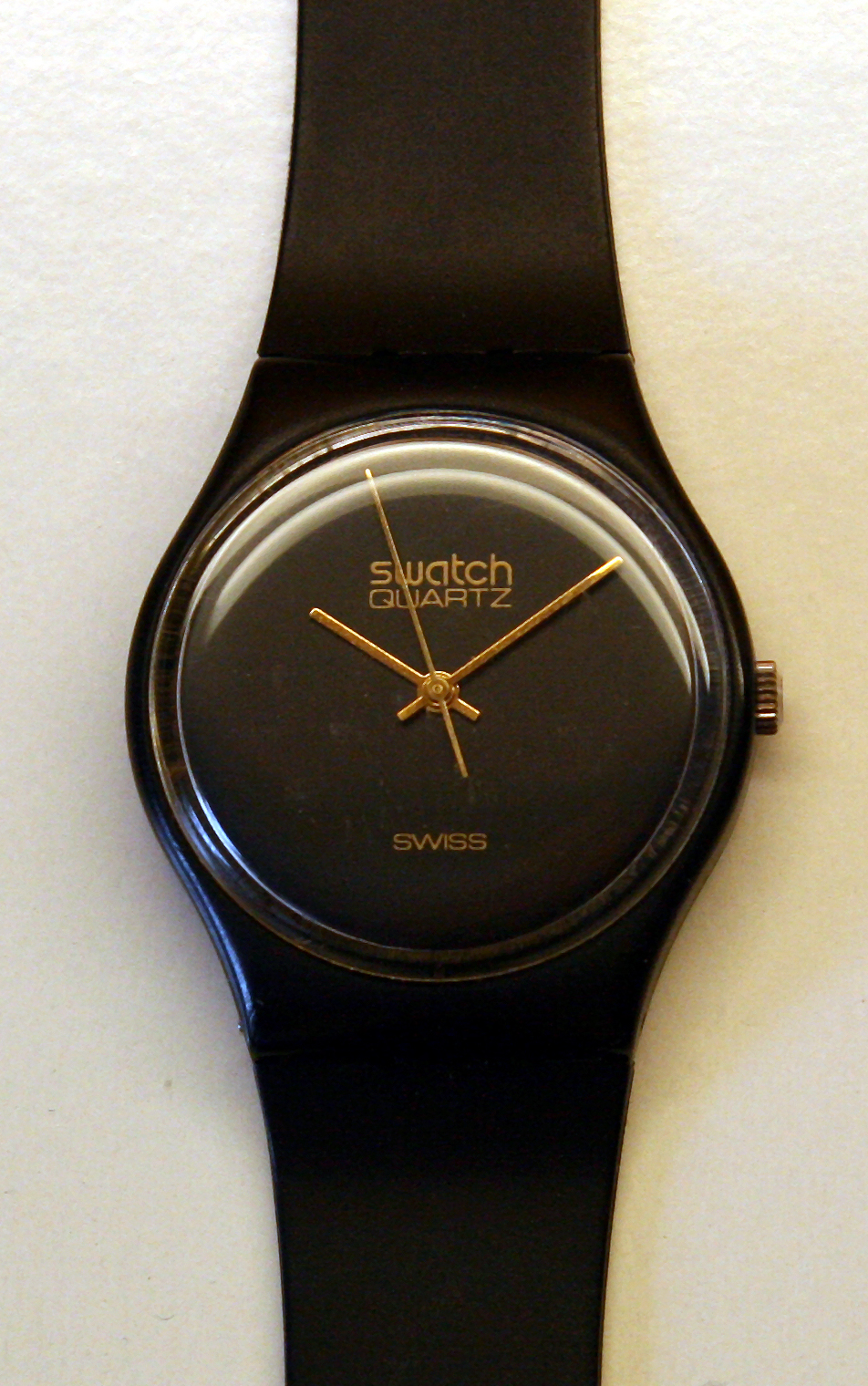
یک ساعت قدیمی با برچسب سوئیس را در تصویر مشاهده می کنید که نشان می دهد در کشور سوئیس ساخته شده‌است.

در حال حاضر استانداردهای به خصوصی اجازه می‌دهند تا یک سازنده و برند، بتواند از برچسبِ ساختِ سوئیس استفاده کند. این استانداردها در طول زمان تغییر کرده و همیشه در قوانین تدوین شدهٔ ملی ثابت نیست. بنابراین ساعت‌های قدیمی تری که علامت تجاری سوئیس دارند؛ لزوماً با قانون‌های جاری، مطابقتِ کامل ندارند.
قوانین سوئیسی، استانداردهای خاصی برای موتور یک ساعت تعریف می‌کند و در ادامه معین می‌کنیم که موتور باید دارای چه ویژگی‌هایی باشد تا بتواند بر چسب کالای سوئیسی را دریافت کند. حتی برای استفادهٔ عبارت  ساخت سوئیس  بر روی موتور ساعت یا صفحه نمایش یا بدنه یا قطعات یدکی شرایطِ قانونی به خصوصی وجود دارد.
یک ساعت سوئیسی؛ در مجموع، ساعتی ست که به‌طور کامل، موتور آن در سوئیس تهیه شده و کنترل نهایی هم توسط تولیدکننده در سوئیس انجام گرفته‌است.

### حداقل استاندارد
هنگامی که دربارهٔ چگونگی استفاده از عبارتِ ساختِ سوئیس مطالعه می‌کنید؛ باید در نظر داشته باشید که قانون پیچیده‌ای برای تعریف وجود ندارد اما باید حداقل استاندارد رعایت شود تا یک محصول برچسبِ ساختِ سوئیس دریافت کند.
شورای فدرالِ سوئیس قوانین استفاده از برچسب سوئیس را در سال 1995 تغییر داد.

### قوانین تعریف شده ساعت سوئیسی
یک ساعت شاملِ عبارتِ ساختِ سوئیس می‌شود در صورتیکه:

• موتور ساعت ساخت سوئیس باشد
• یا موتور آن در سوئیس مونتاژ شده
• و بازرسی نهایی و کنترل کیفی در سوئیس صورت گرفته‌است.
موتور یک ساعت سوئیسی می‌باشد در صورتی‌که :

• موتور ساعت در سوئیس مونتاژ شده
• موتور در سوئیس کنترل و بازبینی نهایی کیفیت شده
• بدون در نظر گرفتن هزینه‌های مونتاژ، هزینهٔ قطعات تولید شده در سوئیس ؛ حداقل 50 درصد از ارزش کل مجموعه قطعات باشد. (این قانون تا ژانویه 2017 دارای تغییراتی خواهد بود)
معمولاً از ساعت‌های سوئیسی انتظار نمی‌رود که در کشورهایی مثل چین و امثال آن مونتاژ شده باشند اما واقعیت امر این است که چند شرکت سوئیسی با این شرایط وجود دارد که ساعت‌های خود را به شمال امریکا، آسیا و حتی اروپا صادر می‌کنند؛ به مکان‌هایی که نام برند از برچسبِ ساختِ سوئیس، مهم تر می‌باشد که به‌طور قطع دارای برچسبِ ساختِ سوئیس نیستند.
به‌طور مثال ساعتی از بدنهٔ چینی یا یک کریستال چینی ساخته می‌شوند یا صفحه نمایشی ساخت تایوان دارد یا عقربه‌های ژاپنی و ... . در هر صورت بر اساس قوانین موجود، باید حداقل 51 درصد از قطعات و چرخ دنده‌ها در سوئیس تهیه و تولید شده باشند. به‌طور معمول ساعت‌هایی در سوئیس وجود دارد که مجوز استفاده از برچسبِ ساخت سوئیس را دارا نیستند و فرضاً با یک موتور ژاپنی تجهیز شده‌اند.
واژهٔ '' Swiss parts'' بر روی یک ساعت به این معنی می‌باشد که موتور در آسیا اما با استفاده از قطعات سوئیسی مونتاژ شده باشد.

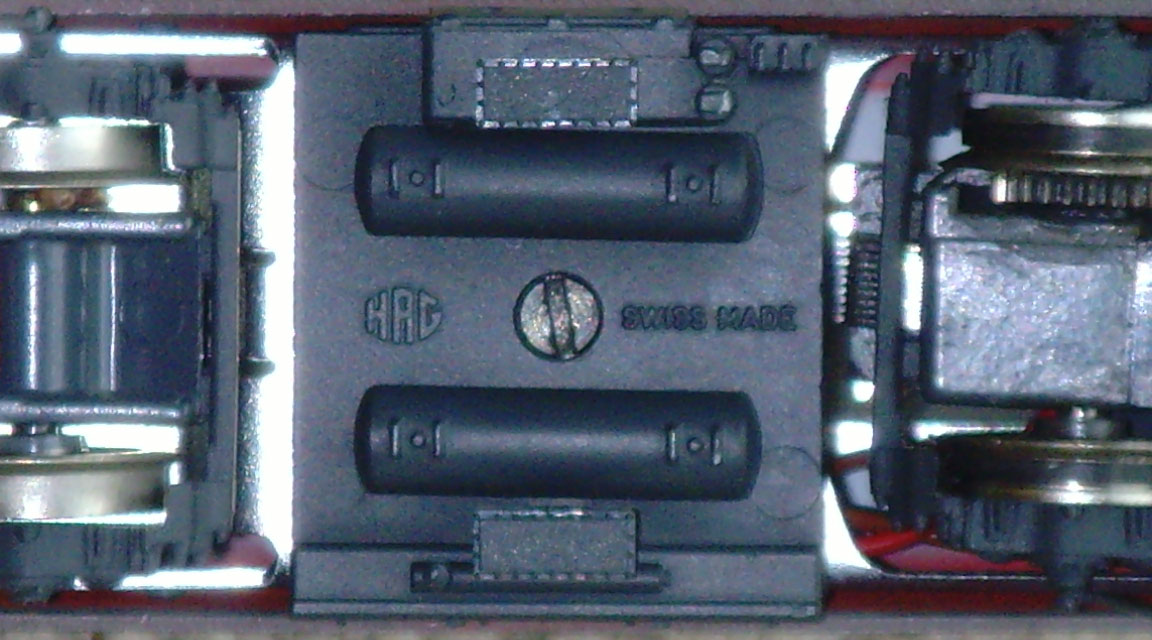
برچسب ساختِ سوئیس بر روی یک لوکومُتیو

همانطور که گفته شد در سال 1995 توسط شورای فدرال اصلاحاتی در قوانین انجام گرفت. به قصد بهتر شدنِ تولیدات و اینکه مصرف کنندگان بدانند دقیقاً بخش‌های مختلف تشکیلِ دهندهٔ محصولی که استفاده می‌کنند از کدام کشور آمده و البته به این قصد نبود که از اعتبار نام ساختِ سوئیس بکاهد.
در سال 2007 به دنبال یک رویکرد سیاستی تعاریف جدید ارائه شد. بر این اساس هر ساعت مکانیکی که حداقل 80 درصد هزینهٔ آن در سوئیس صورت گرفته، ساعت مکانیکیِ ساختِ سوئیس در نظر گرفته می‌شود. و برای بقیهٔ ساعت‌ها، به خصوص ساعت‌های الکترونیکی این درصد به عدد 60 کاهش می یابد.
بیشترین محصولاتی که بر چسب ساخت سوئیس دارند، ساعت‌ها هستند ؛ تمامی ساعت سازان بر اساس قرارداد، این لوگو را روی صفحه نمایش خود استفاده می‌کنند. همچنین طبق قرارداد حروف کاملاً بزرگ و در محلِ پایین صفحه قرار می‌گیرد، به‌طوری‌که اگر امکان‌پذیر باشد عبارت، توسط شاخصِ ساعتِ شش تقسیم می‌شود.
اما ساعت سازان کشورهای دیگر معمولاً برچسب خود را در پشت صفحهٔ ساعت هک می‌کنند؛ البته به جز تعدادی از برندهای معروف و شناخته شده.

در نتیجه شرایط برای ساختِ سوئیس بودن با توجه به کیفیتِ تمامیِ اجزای محصول؛ از جمله منشاء مواد اولیه و قطعات و محل ساخت تعیین می‌شود .  در نهایت محصولی، ساخت سوئیس، تلقی می‌شود که یا درصد قابل توجهی از هزینهٔ ساخت و فرایند تولید را سوئیس پرداخته باشد یا مهم‌ترین بخشِ تولید و فرایند آن در کشور سوئیس صورت گرفته باشد.